# Perša Liha 2019-2020
La Perša Liha 2019-2020 è stata la 29ª edizione della seconda serie del campionato ucraino di calcio. La stagione è iniziata il 28 luglio 2019 ed è stata sospesa il 18 marzo 2020 a causa della pandemia di COVID-19. La stagione è ripresa tre mesi dopo, il 24 giugno, ed è terminata il 13 agosto successivo.

## Stagione

### Novità
Al termine della stagione 2018-2019 sono retrocesse dalla Prem"jer-liha 2018-2019 Čornomorec' e Arsenal Kiev. Sono salite, invece, in Prem"jer-liha 2019-2020 Dnipro-1 e Kolos Kovalivka.
Nel corso della passata stagione, sono state estromesse a stagione in corso Zirka e Kobra Charkiv, mentre il Sumy è retrocesso in Druha Liha dopo aver perso lo spareggio promozione-retrocessione. Dalla Druha Liha sono salite Kremin' Kremenčuk, Mynaj e Čerkaščyna.
Successivamente, a seguito della mancata iscrizione dell'Arsenal Kiev al campionato, è stato ripescato dalla Druha Liga il Metalurh Zaporižžja.
Il Ruch Vynnyky ha cambiato denominazione in Ruch L'viv.

### Formula
Le 16 squadre partecipanti si affrontano due volte, per un totale di 30 giornate. Le prime tre classificate vengono promosse in Prem"jer-liha 2020-2021. Le ultime due classificate retrocedono in Druha Liha, mentre terzultima e quartultima disputano uno spareggio promozione-retrocessione contro le formazioni terze classificate dei gironi A e B della Druha Liha.
Il 12 giugno 2020, il comitato esecutivo della UAF ha modificato il format del campionato: non vi sarà più retrocessione diretta per le ultime due classificate, bensì queste ultime disputeranno lo spareggio promozione-retrocessione contro le formazioni provenienti dalla Druha Liha.

## Classifica finale
|  | Pos. | Squadra              | Pt | G  | V  | N  | P  | GF | GS | DR  |
|  | ---- | -------------------- | -- | -- | -- | -- | -- | -- | -- | --- |
|  | 1.   | Mynaj                | 62 | 30 | 19 | 5  | 6  | 51 | 28 | +23 |
|  | 2.   | Ruch L'viv           | 61 | 30 | 18 | 7  | 5  | 51 | 21 | +30 |
|  | 3.   | Inhulec'             | 60 | 30 | 17 | 9  | 4  | 47 | 22 | +25 |
|  | 4.   | Ahrobiznes Voločys'k | 60 | 30 | 19 | 3  | 8  | 52 | 30 | +22 |
|  | 5.   | Volyn'               | 57 | 30 | 17 | 6  | 76 | 57 | 36 | +21 |
|  | 6.   | Obolon'-Brovar       | 51 | 30 | 14 | 9  | 7  | 40 | 31 | +9  |
|  | 7.   | Metalist 1925        | 51 | 30 | 15 | 6  | 9  | 44 | 34 | +10 |
|  | 8.   | Avanhard Kramators'k | 45 | 30 | 13 | 6  | 11 | 37 | 40 | -3  |
|  | 9.   | Hirnyk-Sport         | 39 | 30 | 12 | 3  | 15 | 42 | 48 | -6  |
|  | 10.  | Čornomorec'          | 39 | 30 | 10 | 9  | 11 | 40 | 37 | +3  |
|  | 11.  | Mykolaïv             | 34 | 30 | 8  | 10 | 12 | 45 | 45 | 0   |
|  | 12.  | Prykarpattja         | 30 | 30 | 9  | 3  | 18 | 44 | 51 | -7  |
|  | 13.  | Kremin' Kremenčuk    | 27 | 30 | 7  | 6  | 17 | 35 | 57 | -22 |
|  | 14.  | Balkany Zorja        | 25 | 30 | 5  | 10 | 15 | 27 | 51 | -24 |
|  | 15.  | Metalurh Zaporižžja  | 22 | 30 | 6  | 4  | 20 | 28 | 58 | -30 |
|  | 16.  | Čerkaščyna           | 7  | 30 | 1  | 4  | 25 | 23 | 74 | -51 |

Legenda:
      Promosso in Prem"jer-liha 2020-2021.
  Partecipa allo spareggio promozione-retrocessione.
      Retrocesso in Druha Liha 2020-2021.
Note:
Tre punti a vittoria, uno a pareggio, zero a sconfitta.
In caso di arrivo di due o più squadre a pari punti, la graduatoria verrà stilata secondo la classifica avulsa tra le squadre interessate.

## Spareggio promozione-retrocessione
|                       | Risultati |                       | Luogo e data               |
| --------------------- | --------- | --------------------- | -------------------------- |
| Veres Rivne           | 2 - 0     | Čerkaščyna            | Mlyniv, 16 agosto 2020     |
| Čerkaščyna            | 1 - 1     | Veres Rivne           | Ščaslyve, 20 agosto 2020   |
|                       |           |                       |                            |
| Metalurh Zaporižžja   | 0 - 2     | Al'jans Lypova Dolyna | Zaporižžja, 16 agosto 2020 |
| Al'jans Lypova Dolyna | 1 - 0     | Metalurh Zaporižžja   | Sumy, 20 agosto 2020       |